# Лесница (гмина)
Лесни́ца (пол. Leśnica) — городско-сельская гмина (волость) в Польше, входит как административная единица в Стшелецкий повет, Опольское воеводство. Население — 8118 человек (на 2011 год).

## Демография
| Перепись  | Всего   | Всего | Женщины | Женщины | Мужчины | Мужчины |
| --------- | ------- | ----- | ------- | ------- | ------- | ------- |
| Единицы   | человек | %     | человек | %       | человек | %       |
| Население | 8118    | 100   | 4229    | 51,39   | 3 889   | 48,61   |
| городское | 2733    | 100   | 1440    | 52.28   | 1293    | 47.72   |
| сельское  | 5385    | 100   | 2789    | 49.92   | 2596    | 50.08   |

## Поселения
1. Чарноцин
2. Дольна
3. Гура-Свентей-Анны
4. Кадлубец
5. Красова
6. Лесница
7. Лихыня
8. Граница
9. Лонки-Козельске
10. Поремба
11. Рашова
12. Кушувка
13. Высока
14. Залесе-Слёнске
15. Попице

## Соседние гмины
1. Кендзежин-Козле
2. Гмина Стшельце-Опольске
3. Гмина Уязд
4. Гмина Здзешовице